# Сулейманов, Абубакар Алиевич
Сулейманов Абубакар Алиевич (род. 7 мая 1991, Грозный) — российский боксёр, чемпион Москвы, участник Кубка мира по боксу, чемпион России по кулачным боям HFC.

## Биография
Сулейманов Абубакар родился 7 мая 1991 года в городе Грозный, Республика Чечня. Учился в Гребенской средней общеобразовательной школе.
В 2002 году Абубакар начал увлекаться спортом и пошел в секцию самбо в родном городе. Спустя год тренировок выиграл первенство Шелковской области по самбо.
Параллельно в 2002 году переходит к тренировкам по боксу. Тренер — Пайзулаев Кахир Изваилович.

## Спортивная карьера
2003 — Первенство республики по младшим юношам (2-е место).
2003 — Всероссийский турнир класса Б в городе Ессентуки (1-е место — победитель всероссийского турнира).
2004 — Турнир в Астрахани (1-е место). Главным тренером становится Кадыров Ибрагим Данилбекович.
2004 — Первенство России по юношам (2-е место)
2005 — Первенство Чеченской республики боксу (1-е место)
В 2006 году Абубакар переезжает в Москву и начинает выступать в ЦСКА под руководством заслуженных тренеров России — Каракаша Дмитрия Григорьевича и Дугарова Александра Доржиевича.
В этом же году выигрывает Первенство Москвы по боксу по старшим юношам и позже Первенство России по старшим юношам.
2007 — Первенство Москвы по боксу по старшим юношам (1-е место).
2007 — Третья летняя спартакиаду среди учащихся России в Пензе (1-е место).
2007 — Первенство России среди Вооруженных Сил по боксу (1-е место).
2008 — Первенство России (1-е место). Вошел в сборную России по боксу, благодаря чему завоевывает возможность участия в Первенстве мира по боксу в Мексике, где становится бронзовым призёром в весе выше 91 кг.
После возвращения домой принимает участие в Кубке России по боксу, где становится победителем.
2010 — Участие в международном турнире по боксу в Грозном в составе сборной России.
2011 — чемпионат Москвы по боксу (1-е место).
В 2020 году начинает подготовку для участия в кулачных боях в HFC. 

### Бои
2020 год
- 29 октября 2020 года - Камиль Горец Магомедов (Победа)
- 26 ноября 2020 года - Расул Глушитель Магомедов (Победа) (Рекорд 0:1)
- Бой за пояс первого чемпиона HFC в весе до 84 кг 27 января 2021 года -  Эмиль Перс Бахшиев (Победа) (Рекорд 5:3)

Решающий третий бой за первый пояс лиги в категории до 84 кг выигрывает, тем самым становясь 1 чемпионом по версии HFC.
2021 год
В 2021 году подписал контракт с Украинской лигой кулачных боев МАХАЧ
- 17 сентября 2021 -  Валерий «Перш» Выгонский (Поражение) (Рекорд 1:0)
- 23 ноября 2021 года - Тихон «Зохан» Козловец (Победа)(Рекорд 1:2)
- 14 декабря 2021 года - Владислав «Скандинавский» Кукарин (Победа) (Рекорд 4:1)

2022 год
Выступление на PRAVDA Fighting Championship по правилам бокса
- 07 октября 2022 года - Георгий Магкоев (Победа) (Рекорд 2:0)